# Boselenia
De boselenia (Myiopagis gaimardii) is een zangvogel uit de familie Tyrannidae (tirannen). Deze vogel is genoemd naar de Franse ontdekkingsreiziger en natuuronderzoeker Joseph Paul Gaimard.

## Verspreiding en leefgebied
Deze soort komt voor van Panama tot het Amazonegebied en telt zes ondersoorten:
- M. g. macilvainii: oostelijk Panama en noordelijk Colombia.
- M. g. bogotensis: oostelijk Colombia en noordelijk Venezuela.
- M. g. trinitatis: Trinidad.
- M. g. guianensis: oostelijk Colombia, zuidelijk Venezuela, de Guyana's, amazonisch noordelijk Brazilië en noordoostelijk Peru.
- M. g. gaimardii: oostelijk Ecuador, oostelijk Peru, amazonisch zuidelijk Brazilië en noordelijk Bolivia.

## Status
De grootte van de populatie is niet gekwantificeerd maar de soort wordt omschreven als algemeen. Op de Rode lijst van de IUCN heeft deze soort de status niet bedreigd.